# IF Stendy
IF Stendy, bildad 1936,  var en idrottsförening i Gamlestaden och senare Hammarkullen i nordöstra Göteborg. Föreningens verksamhet omfattade bordtennis och innebandy. Tidigare bedrevs även verksamhet inom ishockey och fram tills 2005 fotboll, Även innebandysektionen lades ner år 2007.
IF Stendy grundades 1936 och var verksamt i Gamlestaden med Gamlestadsvallen som hemmaplan. Föreningen avancerade i seriesystemet och spelade Division III i fotboll 1960 och Division III i fotboll 1969–1970. 1977 flyttade verksamheten till Hammarkullen i Angered.
Innan fotbollsverksamheten lades ner 2005 var Stendy kända för att ha tagit fram flera bra ungdomslag, bland annat har de Allsvenska spelarna Walid Atta, Andres Vasquez (BK Häcken) samt Johan och Bobbie Friberg Da Cruz (IFK Norrköping) Stendy som moderklubb.